# Marie-Magdeleine
Marie-Magdeleine ist ein Oratorium (originale Gattungsbezeichnung: „drame sacré“) von Jules Massenet nach einem französischen Libretto von Louis Gallet, welches seinerseits auf dem historischen Roman  Vie de Jésus (1863) von Ernest Renan beruht. Die erste Beschäftigung mit der Komposition erfolgte bereits während Massenets Rom-Aufenthalt 1863–1864. Die Uraufführung fand am 11. April 1873 im Théâtre de l’Odéon in Paris mit Pauline Viardot in der Hauptrolle unter Leitung von Édouard Colonne statt. Am 9. Februar 1903 wurde das Werk in einer szenischen Fassung in Nizza, drei Jahre später dann auch an der Opéra-Comique in Paris aufgeführt.

## Handlung
Die Handlung erzählt die letzten Tage des Lebens Jesu von Nazaret aus der Sicht seiner Jüngerin Maria Magdalena. Diese ist aufgeteilt in drei Akte und vier Bilder:

### I. Akt: Die Frau aus Magdala am Brunnen
Maria begegnet anderen Frauen am Brunnen, die sie als Kurtisane und Sünderin verhöhnen. Judas Iskariot tritt aus der Menge und macht ihr Avancen. Jesus erscheint und weist die Menge zurecht, gewährt der Sünderin Verzeihung und lädt sich in ihr Haus ein.

### II. Akt: Jesus bei der Frau aus Magdala
In Marias Haus wird Jesus als Gast erwartet. Die Dienerinnen und Martha von Bethanien bereiten den Empfang vor. Judas äußert sich ihr gegenüber verwundert, dass er im Haus einer Sünderin einkehren will. Sein Verrat wird in seinem Verhalten bereits vorgezeichnet. Maria und Martha empfangen den Gast mit großer Ehrerbietung. Judas führt die übrigen Apostel in Marias Haus, sie werfen Jesus vor, sie alle mit seinem Verhalten in Gefahr zu bringen. Jesus beruhigt sie und fordert sie auf zu beten.

### III. Akt

#### Erstes Bild: Golgotha
Jesus hängt bereits am Kreuz und wird von der Menge, den Schriftgelehrten, Priestern, Pharisäern und Soldaten verhöhnt. Maria nähert sich gegen den Widerstand der Soldaten dem Kreuz und steht weinend zu Jesu Füßen, während er stirbt.

#### Zweites Bild: Jesu Grab und die Auferstehung
Die Frauen gehen am frühen Morgen zum Grab Jesu und finden ihn dort lebend. Jesus beauftragt Maria, allen Jüngern seinen Sieg über den Tod und den Glauben an den auferstandenen Christus zu verkünden. Jesus fährt in den Himmel auf, die ganze Christenheit und die Engel singen sein Lob.

## Rollen
- Marie-Magdeleine (Méryem) – Sopran
- Marthe – Mezzosopran
- Jésus – Tenor
- Judas – Bass
- Les Disciples, Pharisiens, Scribes, Publicains, Soldats et Exécuteurs romains, Servantes, Saintes Femmes, Peuple – Chor

## Einspielungen
- Denia Mazzola Gavazzeni (Méryem), Laura Brioli (Marthe), Giuseppe Veneziano (Jésus), Corrado Cappitta (Judas), Orchestra Sinfonica und Coro Ab Harmoniae, Daniele Agiman, aufgenommen in Caravaggio, 4. Oktober 2009 (Bongiovanni, 2010)

### Ausgaben
- Jules Massenet: Marie-Magdeleine. Drame Sacré en 3 Actes & 4 Parties de Louis Gallet. Musique de J. Massenet. G. Hartmann, Paris 1873.

### Forschungsliteratur
- Louis Schneider: Massenet. Fasquelle, Paris 1926.